# ブレイア
ブレイア（伊: Breia）は、イタリア共和国ピエモンテ州ヴェルチェッリ県チェッリオ・コン・ブレイアに属する分離集落（フラツィオーネ）。
かつては独立したコムーネであったが、2018年1月1日にチェッリオと合併して新自治体の一部となった。

## 地理

### 位置・広がり
| コムーネとしてのブレイアは、以下のコムーネと隣接していた。括弧内のVBはヴェルバーノ・クジオ・オッソラ県所属を示す。 - ボルゴセージア - チェッリオ - マドンナ・デル・サッソ (VB) - クアローナ - ヴァラッロ・セージア |